# Coupe du monde de rugby à XV
Vous lisez un « article de qualité » labellisé en 2007.  Il fait partie d'un « bon thème ».
Cet article concerne la Coupe du monde masculine. Pour la Coupe féminine, voir Coupe du monde féminine de rugby à XV.
La Coupe du monde de rugby à XV  est une compétition internationale masculine de rugby à XV qui se déroule tous les quatre ans depuis 1987. Elle est ouverte à toutes les fédérations reconnues par World Rugby, organisme international qui fédère le rugby. La première édition se déroule en 1987 en Nouvelle-Zélande et en Australie. Elle est remportée par la Nouvelle-Zélande.
Seules quatre nations figurent au palmarès de la Coupe du monde. Le record de victoires est détenu par l'Afrique du Sud qui a remporté quatre finales, en 1995, 2007 et coup sur coup en 2019 et en 2023. La Nouvelle-Zélande a remporté trois fois le trophée en 1987, 2011 et 2015, l'Australie deux fois en 1991 et 1999 et l'Angleterre s'est imposée en 2003, seul pays de l'hémisphère Nord à s'emparer du trophée planétaire. La France est le seul autre pays à avoir été présent en finale, trois fois en 1987, 1999 et 2011.
Le trophée récompensant le vainqueur de cette compétition est appelé William Webb Ellis Trophy, en hommage à l'étudiant qui, selon la légende, aurait inventé le rugby en 1823.
Le pays organisateur de la Coupe du monde est désigné par World Rugby. La France a organisé la dixième édition en 2023. La suivante, en 2027, aura lieu en Australie.

## Historique

### Origine de la compétition
Dès 1947, Alfred Eluère, alors président de la Fédération française de rugby (FFR), émet l'idée d'une grande compétition regroupant les équipes des hémisphères Nord et Sud. Cette idée est rejetée par l'IRB qui la juge « farfelue ». Elle est reprise à la fin des années 1970 par un autre président de la FFR, Albert Ferrasse, toujours sans succès.
Le Tournoi des Cinq Nations, devenu par la suite Tournoi des Six Nations, est alors la seule compétition de rugby à XV qui oppose plus de deux grandes nations de ce sport. Elle est disputée uniquement par les meilleures équipes européennes : l'Angleterre, l'Écosse, l'Irlande, le Pays de Galles et la France, rejoints à partir de 2000 par l'Italie. Si l'on excepte les tournois de rugby disputés pendant les Jeux olympiques d'été de 1900 à 1924, il n'existe pas de grande compétition internationale mettant aux prises les nations des hémisphères Nord et Sud. Le Tri-nations, devenu par la suite The Rugby Championship, qui voit le jour en 1996, est disputé par les trois nations majeures de l'hémisphère Sud, Afrique du Sud, Australie et Nouvelle-Zélande, rejointes à partir de 2012 par l'Argentine.
L'IRB repousse l'idée d'organiser une Coupe du monde en 1983, essentiellement pour éviter que cette compétition devienne une opération commerciale et mette fin à l'amateurisme. L'Australie fait une proposition d'organisation en juin 1983, suivie quelques mois plus tard par la Nouvelle-Zélande en mars 1984. À la suite de ces deux propositions, l'IRB demande qu'une étude de faisabilité soit faite. Cette étude débute le 1er décembre 1984.
L'opposition à la création de la Coupe du monde venait des fédérations de rugby britanniques qui craignaient qu'elle mette un terme à l'amateurisme. L'organisation d'une Coupe du monde peut conduire en effet à une plus grande popularité du rugby, à plus d'échanges avec les nations de l'hémisphère Sud, à l'attraction de nombreux commanditaires et donc des moyens financiers beaucoup plus importants. Les craintes des fédérations britanniques se sont avérées puisque le rugby à XV est devenu professionnel en 1995.
Avant la réunion de mars 1985 à Paris, les votes sont partagés, les quatre Home Unions, l'Angleterre, l'Écosse, le Pays de Galles et l'Irlande étant contre, l'Australie, la Nouvelle-Zélande, la France, soutenues par l'Afrique du Sud, soutenant la création malgré l'embargo lié à l'apartheid. Lors de cette réunion, où le vote est secret, les représentants de l'Angleterre, John Kendall-Carpenter, et du pays de Galles, Keith Rowlands (en), changent d'avis, donnant finalement un avantage en faveur de la création de la Coupe du monde. Lors de cette réunion, le rôle de chairman de cette première édition est confié à John Kendall-Carpenter.
L'IRB décide que le premier tournoi sera organisé conjointement par l'Australie et la Nouvelle-Zélande, durant les mois de mai et de juin 1987. L'organisation est partagée entre les deux pays car, d'une part, la Nouvelle-Zélande n'a pas les infrastructures suffisantes pour organiser seule la compétition et, d'autre part, cette alliance est nécessaire pour que le projet soit approuvé.

### La première Coupe du monde (1987)
Lors de la première édition de la Coupe du monde de rugby à XV, la compétition se déroule conjointement en Nouvelle-Zélande et en Australie en 1987. Seules seize équipes sont invitées. Le premier match de l'histoire de la Coupe du monde se dispute à l'Eden Park d'Auckland entre la Nouvelle-Zélande et l'Italie, rencontre remportée par les All Blacks sur le score de 70 à 6. L'Australie et l'Angleterre se qualifient dans la poule A, le pays de Galles et l'Irlande dans la poule B, la Nouvelle-Zélande et les Fidji dans la poule C, enfin la France et l'Écosse dans la dernière poule D.
Le premier quart de finale voit la Nouvelle-Zélande s'imposer 30 à 3 face aux Écossais. Le lendemain, les Français s'imposent face aux Fidjiens sur le score de 31 à 16. À Sydney, l'Australie s'impose face aux Irlandais sur le score de 33 à 15. Le dernier test, disputé à Brisbane entre les Anglais et les Gallois, voit ces derniers s'imposer 16 à 3.
La première demi-finale disputée le 13 juin à Sydney voit la France défier l'Australie. Michael Lynagh donne un avantage de neuf points à son équipe avant que la France ne réduise le score peu avant la mi-temps sur un essai d'Alain Lorieux transformé par Didier Camberabero. Un essai de Philippe Sella, de nouveau transformé par Camberabero, fait passer la France en tête. Un essai de David Campese, transformé par Lynagh, redonne l'avantage à son équipe, avant qu'un essai de Patrice Lagisquet transformé par Camberabero porte le score à 21 à 15. Un essai de David Codey transformé par Lynagh permet aux Australiens d'égaliser, avant que ce dernier ne semble donner un avantage définitif sur une pénalité à la 76e minute. Camberabero égalise dans les arrêts de jeu. Avant qu'une prolongation ne commence, les Français récupèrent un coup de pied à suivre dans les 35 mètres adverses, puis après plusieurs passes, le ballon est transmis à Serge Blanco qui va inscrire un essai en coin pour qualifier son équipe.
Dans la seconde demi-finale, disputée le lendemain à Brisbane, les Gallois s'inclinent 49 à 6 face aux All Blacks, qui marquent rapidement deux essais, par Wayne Shelford et John Drake, John Kirwan ajoutant deux essais aux 22e et 25e minutes. La mi-temps et atteinte sur un score de 27 à 0. Le Gallois John Devereux réussit un essai transformé par Paul Thorburn avant que les All Blacks ne rajoutent quatre essais, par Alan Whetton, Joe Stanley, Mark Brooke-Cowden (en) et Wayne Shelford.
La finale a lieu le 20 juin à l'Eden Park. La Nouvelle-Zélande atteint la mi-temps sur un avantage de 9 à 0, un drop de Grant Fox et un essai de Michael Jones, transformé par Fox. L'espoir apporté par une pénalité de Camberabero est rapidement comblé par un essai de David Kirk, suivit par un autre essai de John Kirwan. Grant Fox ajoute deux pénalités pour porter le score à 29 à 3. Pierre Berbizier inscrit un essai dans les arrêts de jeu, transformé par Camberabero, le score final devenant 29 à 9. David Kirk, capitaine des All Blacks, est le premier joueur à recevoir le trophée William Webb Ellis.

### La première Coupe du monde en Europe (1991)
La deuxième Coupe du monde se déroule au Royaume-Uni (Angleterre, Écosse, pays de Galles), en Irlande et en France.
Comme lors de l'édition précédente, la première phase voit seize équipes s'affronter dans quatre poules de quatre, dont s'extraient la Nouvelle-Zélande et l'Angleterre dans la poule A, l'Écosse et l'Irlande dans la poule B, l'Australie et les Samoa dans la poule C et la France et le Canada dans la poule D. L'Écosse remporte à Édimbourg son quart de finale contre les Samoa sur le score de 28 à 6. L'Angleterre va s'imposer à Paris face aux Français sur le score de 19 à 10 : deux pénalités de Jonathan Webb et un essai de Rory Underwood avant que les Français ne reviennent à 10 à 6 à la mi-temps avec deux pénalités de Thierry Lacroix, puis n'égalisent avec un essai de Jean-Baptiste Lafond. Une pénalité de Webb redonne l'avantage aux Anglais avant que Will Carling n'inscrive un essai à la dernière minute, transformé par Webb qui scelle le score final. Le lendemain, l'Australie s'impose 19 à 18 contre l'Irlande à Lansdowne Road : les Irlandais pensent tenir la victoire avec un essai de Gordon Hamilton à cinq minutes de la fin, transformé par Ralph Keyes, qui porte le score à 15 à 12. Mais sur une dernière action, David Campese est repris à deux mètres de la ligne adverse, la balle étant reprise par Michael Lynagh qui plonge dans l'en-but donnant la victoire à son équipe. Le dernier quart, opposant le Canada aux All Blacks, voit ces derniers s'imposer sur le score de 29 à 13.
La première demi-finale oppose Écossais et Anglais à Murrayfield. Les Anglais mènent 9 à 6, Jonathan Webb répondant par deux pénalités à deux pénalités du capitaine écossais Gavin Hastings, Rob Andrew inscrivant un drop. Hastings, encore perturbé par le placage d'un Anglais et deux échecs dans des coups de pied, échoue dans une tentative en face des poteaux qui aurait permis à son équipe de revenir au score,.
La deuxième demi-finale oppose à Lansdowne Road les deux nations majeures de l'Océanie, Australie et Nouvelle-Zélande. David Campese s'avère décisif en inscrivant un premier essai dès la septième minute, puis après une échappée, il transmet une passe aveugle par-dessus son épaule à son demi d'ouverture Tim Horan pour le deuxième essai australien. Les All Blacks, incapables d'inscrire le moindre essai, s'inclinent sur le score de 16 à 6.
Lors de la finale disputée au stade de Twickenham, les avants anglais dominent leurs homologues australiens en conquête, mais c'est l'Australie qui ouvre le score sur une pénalité de Michael Lynagh, avant que Tony Daly n'inscrive un essai, transformé par Lynagh, permettant aux Wallabies d'atteindre la mi-temps sur le score de 9 à 0. Une pénalité de Webb, suivie d'une de Lynagh porte le score à 12 à 3, avant que Webb ajoute une pénalité pour permettre à son équipe d'être en mesure d'égaliser à neuf minutes du terme. Mais cela s'avère insuffisant et l'Australie remporte cette édition en s'imposant sur le score de 12 à 6,.

### La domination de l'hémisphère Sud (1995 et 1999)
L'Afrique du Sud, de nouveau autorisée à revenir sur la scène internationale, organise la troisième édition de la Coupe du monde, la première en Afrique. Les Springboks ouvrent le tournoi en s'imposant face à l'Australie sur le score de 27 à 18. Les deux équipes se qualifient dans cette poule, tout comme l'Angleterre et les Samoa dans la poule B, la Nouvelle-Zélande et l'Irlande dans la poule C, enfin la France et Écosse dans la poule D.
La France domine l'Irlande dans le premier quart de finale, disputé à Durban, sur le score de 36 à 12. À l'Ellis Park de Johannesbourg, l'Afrique du Sud s'impose 42 à 14 face aux Samoa. Le quart de finale du lendemain voit les adversaires de la finale de 1991, Australiens et Anglais, s'affronter au Newlands Stadium du Cap, la victoire revenant aux Anglais par 25 à 22. Le dernier quart voit la Nouvelle-Zélande s'imposer 48 à 30 face aux Écossais.
La première demi-finale se dispute au Kings Park de Durban sous une pluie battante, qui s'avère décisive dans la détermination du vainqueur, les Springboks se donnant la possibilité d'obtenir le titre mondial dès leur première participation en s'imposant 19 à 15 face aux Français. Le lendemain, les Anglais subissent les assauts de Jonah Lomu qui inscrit quatre des six essais des All Blacks qui s'imposent 45 à 29.
La finale, disputée à l'Ellis Park de Johannesbourg, voit la mi-temps atteinte sur un score de 9 à 6 en faveur des Springboks, deux pénalités et un drop de Joel Stransky contre deux pénalités d'Andrew Mehrtens. Celui-ci égalise grâce à un drop, les deux équipes terminant sur un score nul de 9 partout à la fin du match. Mehrtens puis Stransky inscrivent une pénalité en prolongation, avant que ce dernier ne donne la victoire à son équipe sur un drop à la 92e minute. L'Afrique du Sud devient, après la Nouvelle-Zélande, la deuxième nation à organiser et remporter la Coupe du monde. Cette victoire est également symbolique avec la remise du trophée par Nelson Mandela, président de l'Afrique du Sud depuis mai 1994, au capitaine Francois Pienaar avec le maillot des Springboks, longtemps considéré comme un symbole de l'apartheid, et le no 6 de celui-ci dans le dos,.
L'édition de 1999 est organisée par le pays de Galles mais seuls huit matchs sur 41 y sont joués, les autres étant disputés dans les nations du Tournoi (Angleterre, Écosse, Irlande et France). En particulier, les deux demi-finales ont eu lieu en Angleterre, au Stade de Twickenham, la finale étant tout de même disputée au Millennium Stadium de Cardiff.
La compétition accueille pour la première fois vingt équipes, réparties en cinq poules de quatre. Les équipes d'Afrique du Sud, la Nouvelle-Zélande, la France, le pays de Galles et Australie sont directement qualifiées pour les quarts de finale grâce à leur première place. Trois matchs de barrage qualifient l'Angleterre, vainqueur des Fidji, l'Écosse, vainqueur des Samoa et l'Argentine qui crée la surprise face à l'Irlande.
Le premier quart oppose l'Australie au pays de Galles au Millennium Stadium de Cardiff, pour une victoire 24 à 9 des Wallabies. Au Stade de France, l'Afrique du Sud s'impose face à l'Angleterre. L'Écosse accueille la Nouvelle-Zélande à Murrayfield pour une victoire des All Blacks 30 à 18. La France obtient sa qualification en s'imposant 47 à 26 face à l'Argentine dans le stade de Lansdowne Road à Dublin.
Wallabies et Springboks, les deux dernières équipes championnes du monde, s'affrontent à Twickenham. Cette rencontre est aussi une confrontation entre Matt Burke, l'arrière australien auteur de six pénalités dans le temps réglementaire, et l'ouvreur sud-africain Jannie de Beer, qui réussit cinq pénalités et un drop pour permettre à son équipe de disputer une prolongation. De Beer donne l'avantage à son équipe avant que deux pénalités de Burke et un drop de Stephen Larkham ne permettent aux Australiens de s'imposer 27 à 21,.
Les All Blacks sont les grands favoris de la demi-finale du lendemain contre la France, également disputée à Twickenham. Christophe Lamaison ouvre le score, Andrew Mehrtens répliquant par deux pénalités avant que Lamaison n'inscrive un essai qu'il transforme. Une pénalité de Mehrtens, un essai de Jonah Lomu et une nouvelle pénalité de Mehrtens placent les All Blacks en tête à la mi-temps, sur le score de 17 à 10. Le huitième essai de la compétition de Lomu, transformé par Mehrtens, donne un avantage de quatorze points aux Néo-Zélandais à la 44e minute. Deux drops et deux pénalités de Lamaison, ramènent les Français à deux points. Trois essais, par Christophe Dominici à la 56e, Richard Dourthe à la 60e et Philippe Bernat-Salles à la 74e, permettent d'infliger aux All Blacks un 33 à 0 retentissant, avant que ces derniers ne réussissent un essai à la dernière minute par Jeff Wilson. La France obtient sa place en finale grâce à cette victoire 43 à 31.
Français et Australiens s'affrontent au Millenium Stadium pour la finale. Burke réplique deux fois à Lamaison pour un score de 6 partout à la 15e minute avant d'ajouter deux autres pénalités qui donnent un score de 12 à 6 en faveur des Wallabies à la mi-temps. Le score de 18 à 12 est atteint à la 60e minute avec des pénalités de Lamaison et Burke, avant que celui-ci n'ajoute une pénalité et que Ben Tune n'inscrive un essai que Burke transforme. Un essai d'Owen Finegan transformé par Burke scelle le score final à 35 à 12. L'Australie devient la première nation à obtenir un deuxième titre mondial.

### La première victoire d'une équipe de l'hémisphère Nord (2003)

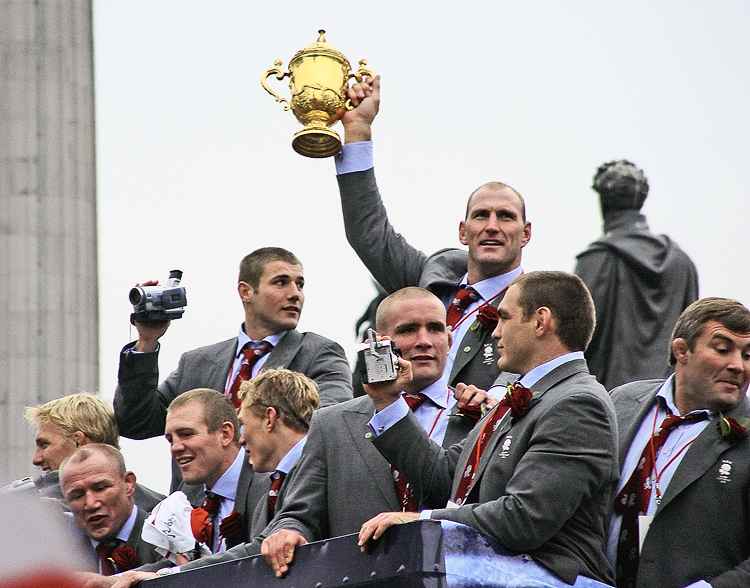
L'Équipe anglaise parade à Londres en exhibant la coupe, après la victoire de la Coupe du monde 2003.

Organisée par l'Australie, l'édition 2003 accueille encore vingt équipes, mais de nouveau réparties en quatre poules. L'Australie et l'Irlande dans la poule A, la France et l'Écosse dans la poule B, l'Angleterre et l'Afrique du Sud dans la poule poule C et la Nouvelle-Zélande et le pays de Galles dans la poule D s'extraient de la première phase. La Nouvelle-Zélande remporte son quart face aux Springboks sur le score de 29 à 9, l'Australie se qualifiant sur le score de 33 à 16 face aux Écossais dans l'autre quart de la journée. La France, qui mène 37 à 0 à la 47e minute dans son quart face à l'Irlande avant de concéder trois essais, s'impose finalement sur le score de 43 à 21 . Son adversaire des demi-finales est l'Angleterre qui élimine les Gallois en s'imposant sur le score de 28 à 17.
Les Wallabies dominent les All Blacks dans la première demi-finale sur le score de 22 à 10. Ils prennent rapidement l'avantage avec un essai de Stirling Mortlock à la 10e minute après une interception de Tim Horan. Elton Flatley ajoute 17 points, les Néo-Zélandais inscrivant un essai par Reuben Thorne converti par Leon MacDonald qui inscrit également une pénalité. Lors de la deuxième demi-finale disputée sous une pluie torrentielle, Jonny Wilkinson, avec cinq pénalités et trois drops, inscrit les 24 points de la victoire de son équipe face aux Français, les Bleus ne marquant que 7 points, un essai de Serge Betsen transformé par Frédéric Michalak,.
L'équipe d'Angleterre remporte la finale au bout des prolongations sur un drop de Jonny Wilkinson (meilleur réalisateur du tournoi) qui scelle une victoire de 20 à 17 face à l'équipe d'Australie. La finale s'est jouée au Telstra Stadium de Sydney devant 82 957 spectateurs, ce qui est le record d'affluence pour une finale de Coupe du monde de rugby. L'Angleterre devient la première équipe de l'hémisphère Nord à remporter la Coupe du monde. Les joueurs du XV de la Rose prennent leur revanche sur les Wallabies qui les avaient battus en finale de leur Coupe du monde en 1991.

### Le retour desSpringboks(2007)
La France accueille sa première Coupe du monde de rugby à XV, avec des délocalisations en Écosse (deux matchs) et au pays de Galles (quatre matchs).
Le match d'ouverture oppose l'Argentine à la France au Stade de France. Il est remporté par les Pumas. Les deux équipes se qualifient dans cette poule où l'Irlande est éliminée. Dans la poule A, les deux favoris, l'Afrique du Sud et l'Angleterre se qualifient. Dans la poule B, l'Australie termine en tête devant les Fidji qui prennent la deuxième place au détriment du pays de Galles. La Nouvelle-Zélande et l'Écosse se qualifient logiquement la poule C.
Au Stade Vélodrome de Marseille, l'Angleterre élimine l'Australie sur le score de 10 à 12, malgré un essai de Lote Tuqiri, grâce à quatre pénalités de Jonny Wilkinson qui devient alors le meilleur marqueur de l'histoire de la coupe du monde. Les Français, deuxième de leur poule, affrontent les All Blacks au Millennium Stadium de Cardiff. Ces derniers mènent 13 à 3 à la mi-temps, avec un essai de Luke McAlister, Dan Carter assurant la transformation et réalisant une pénalité, les Bleus marquant une pénalité par Lionel Beauxis. Une pénalité de Beauxis, puis un essai transformé de Thierry Dusautoir remet les deux équipes à égalité. La France prend l'avantage après un essai de Yannick Jauzion transformé par Jean-Baptiste Élissalde qui répond à un non transformé de Rodney So'oialo. Le score n'évolue plus et la France élimine la Nouvelle-Zélande qui pour la première fois n'atteint pas les demi-finales. Le lendemain, malgré une bonne résistance des Fidjiens, les Springboks se qualifient en s'imposant 37 à 20, avec cinq essais de Jaque Fourie, John Smit, JP Pietersen, Juan Smith et Butch James contre deux essais des Fidjiens par Vilimoni Delasau et Seremaia Bai. En battant 19 à 13 l'Écosse, l'Argentine obtient la première qualification de son histoire pour les demi-finales, Gonzalo Longo inscrivant un essai transformé par Felipe Contepomi qui réussit également trois pénalités et Juan Martín Hernández un drop pour les Pumas, les Écossais inscrivant un essai par Chris Cusiter transformé par Chris Paterson qui réussit aussi une pénalité tout comme Dan Parks.
Anglais et Français se retrouvent comme quatre ans auparavant en demi-finale. Les Bleus sont menés dès la 2e minute, un essai de Josh Lewsey, mais atteignent la mi-temps en tête avec un score de 6 à 5 grâce à deux pénalités de Beauxis. Celui-ci accentue l'avantage par une pénalité mais Wilkinson, deux pénalités et un drop, porte le score à 14 à 9 en faveur des Anglais. Dans l'opposition entre Springboks et Pumas, Fourie du Preez marque un essai dès la 17e minute pour les Springboks, transformé par Percy Montgomery avant que Felipe Contepomi ne réduise le score, Montgomery redonnant un avantage de sept points avant que Contepomi ne réussisse une deuxième pénalité. Bryan Habana inscrit alors un premier essai, imité par Danie Rossouw qui donne un score de 24 à 6 à la mi-temps. Manuel Contepomi inscrit un essai que transforme son frère, mais une pénalité de Montgomery et un essai d'Habana établissent un score final de 37 à 13.
L'Afrique du Sud s'impose en finale face à l'Angleterre, par 15 à 6 au Stade de France. Dans une rencontre sans essai, l'Afrique du Sud mène à la mi-temps sur le score de 9 à 3, trois pénalités de Percy Montgomery contre une de Jonny Wilkinson. Celui-ci réduit le score par une nouvelle pénalité à la 44e minute avant une nouvelle réussite de Montgomery sur pénalité, François Steyn ajoutant ensuite trois points sur une autre pénalité.

### Doublé desAll Blacks(2011 et 2015)
La Nouvelle-Zélande obtient l'organisation de cette édition 2011. Les phases de poule ne révèlent pas de grosses surprises sur les nations qualifiées, Nouvelle-Zélande et France dans la poule A, Angleterre et Argentine dans la poule B, Irlande et d'Australie dans la poule C et Afrique du Sud et pays de Galles dans la poule D.
En quarts de finale, le pays de Galles sort de la compétition l'Irlande sur le score de 22-10 en inscrivant trois essais contre un à son adversaire, Shane Williams, Michael Phillips et Jonathan Davies pour les Gallois et Keith Earls pour les Irlandais. À l'Eden Park, la France s'impose 19 à 12 face au XV de la rose après une mi-temps atteinte sur le score de 16 à 0 en faveur des Bleus, deux essais de Vincent Clerc et Maxime Médard et deux pénalités de Dimitri Yachvili. Un essai de Ben Foden permet aux Anglais de réduire le score, avant que François Trinh-Duc n'assure une pénalité. Les Anglais inscrivent un deuxième essai par Mark Cueto pour clore le score,. Le lendemain, les Wallabies prennent l'avantage sur les Springboks grâce à un essai de James Horwill, James O'Connor inscrivant également deux pénalités, les Sud-Africains inscrivant 9 points par Morné Steyn, deux pénalités et un drop. Lors du dernier quart de finale, les All Blacks prennent l'avantage par deux pénalités de Piri Weepu avant que les Pumas ne prennent l'avantage par un essai de Julio Farías Cabello transformé par Felipe Contepomi. Six pénalités de Weepu, contre une de Marcelo Bosch porte le score à 18 à 10 avant que les All Blacks n'aggravent le score par des essais de Kieran Read et Brad Thorn et une septième pénalité de Weepu pour s'imposer 33 à 10.
Dans la première demi-finale, le pays de Galles prend l'avantage par James Hook avant d'être rapidement réduit à quatorze par le carton rouge de son capitaine Sam Warburton. Trois pénalités de Morgan Parra place les Bleus en tête, les Gallois réduisant le score par un essai de Michael Phillips, la France gardant son avantage pour s'imposer 9 à 8,. Dans la rencontre opposant les deux voisins de l'Océanie, les All Blacks ouvrent le score par un essai de Ma'a Nonu suivi par une pénalité de Weepu, O'Connor réduisant le score avant la mi-temps atteint sur le score de 14 à 6, un drop de Aaron Cruden et une pénalité de Weepu. Celui-ci inscrit deux nouvelles pénalités pour clore la rencontre sur le score de 20 à 6.
Vingt-quatre ans après la première Coupe du monde, la Nouvelle-Zélande rencontre donc à nouveau la France en finale, après l'avoir déjà affronté victorieusement en phase de poule. Ils mènent par 5 à 0 par un essai de Tony Woodcock à la 15e minute. Peu après la mi-temps, Stephen Donald, quatrième choix au poste de demi d'ouverture après les blessures de Daniel Carter, Colin Slade et Aaron Cruden, donne huit points d'avance à son équipe. Une minute plus tard, le capitaine français Thierry Dusautoir plonge au pied des poteaux pour inscrire un essai transformé par Trinh-Duc. Dimitri Yachvili puis Trinh Duc manquent deux pénalités et les All Blacks s'imposent sur le score de 8 à 7,. La Nouvelle-Zélande rejoint l'Australie et l'Afrique du Sud, les deux autres nations à détenir deux coupes du monde.
En 2015, l'Angleterre organise la huitième édition de la coupe du monde, seules huit rencontres, dont deux quarts de finale, étant disputées au Millennium Stadium de Cardiff. La première phase présente des surprises, l'Angleterre devenant le premier pays organisateur à ne pas dépasser la phase de poules, éliminée par l'Australie et le pays de Galles. Dans la poule B, les deux favoris se qualifient, l'Afrique du Sud et l'Écosse, le Japon, malgré sa victoire face aux Springboks, devenant la première équipe de l'histoire à ne pas se qualifier malgré trois victoires. La Nouvelle-Zélande et l'Argentine se qualifient logiquement dans la poule C, et l'Irlande devance la France dans la poule D.
Dans la phase à élimination directe, l'Afrique du Sud élimine le pays de Galles sur le score de 23 à 19. Les Gallois sont en tête à la mi-temps, 13 à 12, puis 19 à 18 à la 74e minute, mais perdent la rencontre sur un essai de Fourie du Preez qui donne la victoire à son équipe. Les deux finalistes de l'édition précédente se disputent une place en demi-finale lors du deuxième quart. Cette rencontre tourne à l'humiliation pour les Bleus avec une défaite 62 à 13, les All Blacks inscrivant neuf essais complétés de sept transformations et d'une pénalité, les Français inscrivant un essai par Louis Picamoles, deux pénalités et une transformation. L'Irlande, privée de joueurs cadres dont son capitaine Paul O'Connell et son demi d'ouverture Jonathan Sexton est rapidement dépassée par les Argentins, qui mènent 17 à 0 après 13 minutes. La mi-temps est atteinte sur le score de 20 à 10, mais après être revenue deux fois à trois points, l'Irlande s'incline 43 à 20 face aux Pumas qui inscrivent deux nouveaux essais en fin de rencontre. Le quatrième quart voit comme les trois autres s'affronter une équipe de l'hémisphère Nord et une du Sud. L'Écosse est proche de la victoire dans une rencontre où les Wallabies inscrivent cinq essais contre trois pour les Écossais, mais une pénalité controversée à la dernière minute permet à Bernard Foley de donner la victoire sur le score de 35 à 34 à son équipe. Cette décision est reconnue plus tard comme une erreur par World Rugby.
Ce sont donc quatre équipes de l'hémisphère Sud qui se retrouvent face à face, une première dans une Coupe du monde de rugby à XV. L'Afrique du Sud s'incline de justesse face aux All Blacks sur le score de 18 à 20. Handré Pollard, qui ouvre le score, place son équipe en tête à la mi-temps, 12 à 7, les Néo-Zélandais inscrivant un essai par Jerome Kaino. Un drop de Dan Carter, suivi par un essai de Beauden Barrett, transformé par Carter, permettent aux All Blacks de prendre l'avantage. Les Springboks reviennent à trois points sur une pénalité de Pollard, rapidement suivie par une pénalité de Carter. Patrick Lambie replace son équipe à deux points de la Nouvelle-Zélande qui conserve son avantage jusqu'à la fin. Dans la deuxième demi-finale, l'Australie marque dès la deuxième minute par un essai sur interception de Rob Simmons. Une pénalité de l'ouvreur argentin Sánchez est rapidement suivie d'un deuxième essai des Wallabies par Adam Ashley-Cooper. La mi-temps est atteinte sur le score de 19 à 9, Ashley-Cooper inscrivant un nouvel essai contre deux pénalités de Sánchez. Celui-ci ajoute deux pénalités contre une de Bernard Foley, avant que les Australiens ne s'assurent de la victoire par deux essais de Adam Ashley-Cooper.
La finale, disputée pour la deuxième fois à Twickenham voit pour la première fois Australie et Nouvelle-Zélande s'affronter à ce stade. Qualifiée de « plus belle depuis la création » par les journalistes, elle voit les All Blacks l'emporter sur le score de 34 à 17. Les All Blacks atteignent la mi-temps avec un avantage de onze points, 14 à 3, trois pénalités de Carter et un essai de Nehe Milner-Skudder contre une de Foley. Ma'a Nonu ajoute un essai juste après la pause, avant la réduction du score par deux essais transformés, par David Pocock et Tevita Kuridrani. Un drop et une pénalité de Carter, un essai de Barrett transformé par Carter, clôturent le score. La Nouvelle-Zélande est la première nation à conserver son titre, et la première à obtenir 3 titres mondiaux.

### L'exportation de la Coupe du monde vers l'Asie (2019)
En 2019, le Japon organise la neuvième édition de la Coupe du monde. Il s'agit de la première édition à se dérouler en Asie, et plus généralement dans un pays qui n'appartient pas au Tier 1 du classement World Rugby. La phase de poules est également marquée par des faits sans précédent, à commencer par l'annulation de trois matchs pour raisons climatiques, le typhon Hagibis ayant contraint World Rugby à annuler trois matchs : Nouvelle-Zélande-Italie, Angleterre-France et Namibie-Canada,. Les matchs annulés sont considérés comme nuls sur tapis verts sur le score de 0-0. L'équipe qui se retrouve être la plus pénalisée est l'Italie qui, en cas de victoire sur la Nouvelle-Zélande, aurait pu se qualifier pour les quarts de finale.
Le Japon, organisateur de cette édition, parvient devant son public à devenir la première sélection du Tier 2 à finir en tête de sa poule en remportant tous ses matchs, et à se qualifier pour la première fois pour les quarts de finale. Les Brave Blossoms sont parvenus également à devenir la première équipe asiatique à se qualifier pour les quarts, et à vaincre pour la première fois de leur histoire les équipes d'Irlande et d'Écosse,. Le XV du Trèfle parvient également à se qualifier pour les quarts de finale, tandis que l'Écosse est éliminée par le Japon et l'Irlande pour la seconde fois en phase de poules après 2011. Japonais et Irlandais affronteront respectivement les All Blacks et les Springboks, vainqueurs de la poule B. L'Angleterre devance la France dans la poule C malgré la confrontation annulée entre ces deux sélections, l'Argentine étant éliminée dans la même poule,. Enfin, le pays de Galles finit premier de la poule D en compagnie des Wallabies. À noter dans la phase de poules une plus grande sévérité des plaquages dangereux, sanctionnés plus facilement par un carton rouge, ce qui a pour conséquence une distribution record de cartons rouges en phase de poule, soit 7, ainsi qu'un supplémentaire en phase à élimination directe, soit 8 au total.
Au cours de la phase à élimination directe, l'Angleterre domine facilement les Australiens sur le score de 40 à 16, tandis que les Néo-Zélandais humilient les Irlandais sur le score de 46 à 14. Le pays de Galles parvient à vaincre les Français sur le score de 20 à 19, alors qu'il était mené sur le score de 10 à 19 à la pause. La seconde mi-temps est marquée par l'expulsion de Sébastien Vahaamahina, après qu'il eut donné un coup de coude au visage d'Aaron Wainwright. Les Français perdent finalement la rencontre avec dix points supplémentaires encaissés au cours de la seconde mi-temps, par un essai transformé ainsi qu'une pénalité, sans qu'ils parviennent à marquer le point supplémentaire,. Enfin, le pays hôte est éliminé par l'Afrique du Sud sur le score de 3 à 26. Bien que valeureux, les nippons ne parviendront jamais à concrétiser leurs occasions.
En demi-finales, le choc entre Anglais et All Blacks est annoncé à l'affiche de la première demi-finale. Les Anglais sont les premiers à marquer des points sur un essai marqué à la centième seconde contre leurs adversaires du jour. Ils marqueront une pénalité à la pause, et mènent sur le score de 10 à 0. Ils marqueront quatre autres pénalités tout en encaissant un essai néo-zélandais, le match se terminant sur le score de 19 à 7,. L'autre demi-finale oppose les Springboks au XV du Poireau, qui voit les premiers s'imposer sur le score de 19 à 16 sur le second,.
La finale propose une revanche de la finale de 2007, qui avait vu l'Afrique du Sud l'emporter sur l'Angleterre. Elle ne verra aucun essai marqué en première mi-temps, l'Afrique du Sud dominant les Anglais sur le score de 12 à 6 à la pause. La deuxième voit les Sud-Africains prendre le large sur leurs adversaires avec deux pénalités supplémentaires ainsi que deux essais marqués par Mapimpi et Kolbe, puis transformés par Pollard. Les Anglais se voient privés de marquer le moindre essai, se contentant de marquer six points supplémentaires par la botte de Farrell. Les Springboks remportent cette édition sur le score de 32 à 12, et sont sacrés pour la troisième fois après 1995 et 2007. Quant aux Anglais, ils échouent pour la troisième fois en finale après 1991 et 2007,. C'est la première fois qu'une équipe qui ne remporte pas tous ses matchs, et qui perd également son premier match, devient championne du monde.

## Choix du ou des pays hôtes
La Coupe du monde de rugby à XV est organisée tous les quatre ans depuis 1987. Le choix d'une année impaire permet de n'être en concurrence ni avec la Coupe du monde de football ni avec les Jeux olympiques qui se déroulent en alternance les années paires. La Rugby World Cup Limited (RWC Ltd.) supervise l'organisation de la Coupe du monde sous tous ses aspects : sportif, réglementaire, commercial et financier. Elle est dirigée par cinq directeurs, élus par le Conseil de l'IRB.
Le choix du pays organisateur est fait au moins quatre ans avant le déroulement du tournoi final. La première édition est attribuée lors de la décision de la création de la Coupe du monde, lors de la réunion de mars 1985 à Paris. C'est la Nouvelle-Zélande et l'Australie qui se voient confier cette première édition jouée en 1987.
L'édition suivante, en 1991, est confiée aux nations du Tournoi des Cinq Nations, l'Angleterre, l'Écosse, l'Irlande, le pays de Galles et la France, l'Angleterre étant l'organisateur officiel. L'Afrique du Sud, absente des deux premières éditions en raison de l'apartheid, se voit confier la Coupe du monde 1995. Quatre ans plus tard, en 1999, le pays de Galles est l'organisateur officiel, avec des matchs en France et en Irlande.
En janvier 1998, l'IRB approuve un accord qui attribue l'organisation de la Coupe du monde 2003 conjointement à l'Australie et la Nouvelle-Zélande, les deux nations se voyant attribuer deux poules, deux quarts et une demi-finale, la finale devant se dérouler en Australie. Finalement, après de multiples négociations, c'est l'Australie seule qui est chargée de l'organisation de cette édition.
Deux candidats s'opposent pour l'organisation de la Coupe du monde 2007. L'Angleterre désire changer de format, avec seulement seize équipes, une Nations Cup pour les nations émergentes devant être créée. La France, qui conserve le format existant, s'assure de la victoire lors du vote en octroyant aux trois autres nations originelles du Tournoi des Cinq Nations, l'Écosse, l'Irlande et le pays de Galles, l'organisation d'une poule lors du premier tour.

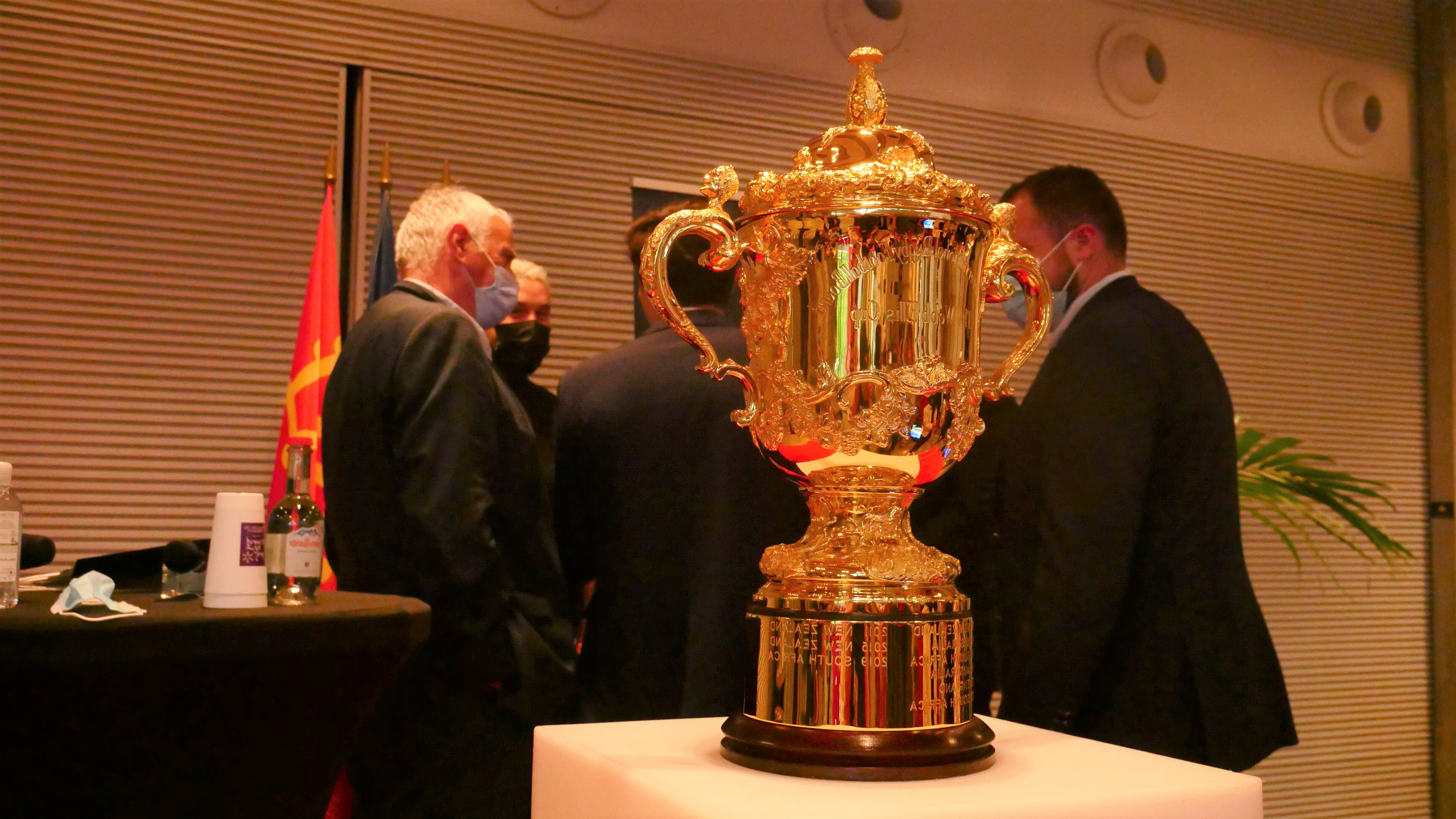
Le Trophée William Webb-Ellis lors d'une présentation liée à la Coupe du monde de rugby à XV 2023.

La Nouvelle-Zélande est retenue pour organiser l'édition de 2011, de préférence à l'Afrique du Sud, éliminée au premier tour de vote, et au Japon, éliminé au deuxième. La fédération argentine donne le vote décisif qui permet à la Nouvelle-Zélande d'être organisatrice. Le manque de transparence de la procédure de vote a été critiqué à cette occasion mais la fédération néo-zélandaise nie que des arrangements aient eu lieu afin d'obtenir le soutien de l'Argentine.
En juillet 2009, le conseil de la Fédération internationale (IRB) attribue pour la première fois deux éditions lors de la même réunion. L'Angleterre obtient l'édition 2015 pour sa capacité à organiser un mondial à « fort niveau commercial » et le Japon devient le premier pays d'Asie à organiser cet événement avec celle de 2019, pour « une opportunité pour le développement futur du jeu en Asie » au détriment de l'Afrique du Sud et de l'Italie, les autres prétendants pour l'édition 2015.
Malgré la recommandation de World Rugby de choisir l'Afrique du Sud pour organiser la Coupe du monde 2023, face à l'Irlande et à la France, les deux autres prétendants, c'est finalement cette dernière qui est choisie en novembre 2017. C'est la deuxième fois que la France est choisie comme nation hôte.
En mai 2022, World Rugby attribue dans le même temps, l'édition 2027 à l'Australie et l'édition 2031 aux États-Unis.

## Déroulement de la compétition
Depuis l'édition de 1991, cette compétition se déroule en deux phases : une phase de qualification et un tournoi final. Lors de l'édition 1987, neuf équipes avaient été invitées par l'IRB à se joindre aux sept membres de la fédération internationale de l'époque pour disputer le premier tournoi mondial de rugby à XV.

### Phase de qualification

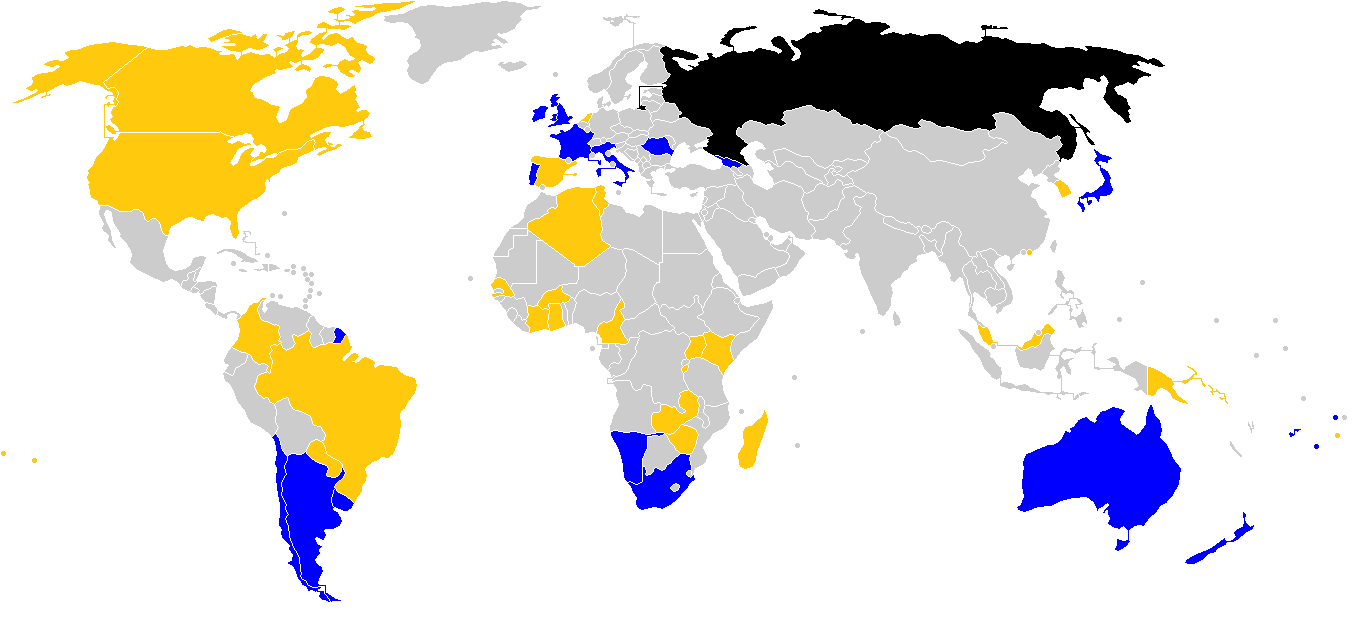
Pays qualifié 2023
Pays ayant participé aux qualifications
Pays exclu

Le nombre de places disputées pendant l'épreuve préliminaire de qualification est égal à huit pour l'édition 1991, sept en 1995, seize en 1999, douze en 2003 et 2007, enfin huit depuis 2011. Cette variation est liée d'une part à l'augmentation à partir de 1999 du nombre de sélections présentes au tournoi final, qui passe de seize à vingt équipes et d'autre part, à la variation du nombre de qualifiés d'office. Les huit quart-de-finalistes de la première édition sont qualifiés pour l'édition 1991, tout comme en 1995 où l'Afrique du Sud, pays organisateur, est également qualifiée. Le mode de qualification change pour 1999 où les trois premières équipes de l'édition précédente sont qualifiées d'office, en plus du pays de Galles, pays organisateur. Malgré cette restriction, les huit équipes présentes en quart de finale en 1995 disputent l'édition 1999. Pour l'édition 2003, ce sont de nouveau les huit équipes des quarts de finale qui sont dispensées de qualification. C'est également le cas pour l'édition 2007 disputée en France. Douze équipes sont qualifiées pour l'édition de 2011 en Nouvelle-Zélande, les trois premiers de chacune des quatre poules du premier tour de 2007. C'est également le cas pour les éditions 2015 en Angleterre, 2019 au Japon, 2023 en France et 2027 en Australie.

### Tournoi final

#### Premier tour
| Victoire                                      | 4 |
| Match nul                                     | 2 |
| Bonus offensif : quatre essais marqués        | 1 |
| Bonus défensif : défaite de 7 points ou moins | 1 |

Pendant le tournoi final, les sélections nationales sont regroupées en poules. De quatre (1987 à 1995) puis cinq (1999) poules de quatre équipes, le premier tour est depuis 2003 organisé en quatre poules de cinq. Chaque équipe affronte une fois chacun des adversaires de sa poule, les deux équipes les mieux classées sont qualifiées pour disputer les quarts de finale.
Les règles précises dans le classement du premier tour (phase de poules) varient selon les éditions : on attribue un certain nombre de points aux victoires, aux matchs nuls, aux défaites serrées ainsi qu'un bonus à une équipe inscrivant un certain nombre d'essais ou perdant de peu. Le système de bonus offensif et défensif est introduit pour la première fois par l'IRB lors de l'édition 2003 disputée en Australie. En cas d'égalité de plusieurs équipes, plusieurs critères peuvent être utilisés : le vainqueur des matchs joués entre équipes ex æquo, l'équipe possédant la plus grande différence de points et/ou d'essais, le plus grand nombre de points et/ou d'essais inscrits.

#### Second tour
| Critères                       | 1987 | 1991 | 1995 | 1999 | 2003 | 2007 | 2011 | 2015 | 2019 | 2023 |
| ------------------------------ | ---- | ---- | ---- | ---- | ---- | ---- | ---- | ---- | ---- | ---- |
| Comparaison (essais, cartons)  | Oui  | Oui  | Oui  | Oui  | Non  | Non  | Non  | Non  | Non  | Non  |
| Prolongations (2 × 10 minutes) | Oui  | Oui  | Oui  | Oui  | Oui  | Oui  | Oui  | Oui  | Oui  | Oui  |
| Mort subite (sur dix minutes)  | Non  | Non  | Non  | Non  | Oui  | Oui  | Oui  | Oui  | Oui  | Oui  |
| Tirs au but (drops)            | Non  | Non  | Non  | Non  | Oui  | Oui  | Oui  | Oui  | oui  | Oui  |

La suite de la compétition se déroule entre les huit meilleures équipes issues des poules et comporte trois tours à élimination directe : quarts de finale, demi-finales et finale. Celle-ci met aux prises les vainqueurs des demi-finales, les perdants disputant la « petite finale » pour la troisième place de la compétition (« finale de bronze »). Les perdants des quarts de finale ne sont pas classés.
La détermination du vainqueur des matchs en cas d'égalité à la fin du temps réglementaire a varié au cours des différents tournois. Elle a toujours comporté des prolongations ; la différence concerne le départage des équipes si les deux fois dix minutes de temps supplémentaire conduisent à un match nul. Depuis 2003, une prolongation supplémentaire à la « mort subite » puis une séance de tirs au but en drops en cas d'égalité persistante. Si la mort subite et les tirs au but n'ont jamais été employés en Coupe du monde pour départager deux équipes, deux des huit finales ont été remportées au terme des vingt minutes de prolongations, en 1995 et en 2003. Il ne s'en est fallu de peu — un drop de Jonny Wilkinson à la 100e minute — pour que la rencontre Angleterre - Australie lors de la finale de 2003 ne débouche sur la mort subite. Jusqu'en 1999, des critères de comparaison comme le nombre d'exclusions et le nombre d'essais servaient à désigner le vainqueur en cas de match nul après prolongation, et le tirage au sort en cas d'égalité parfaite était prévu, sauf en finale où les ex æquo devaient partager le trophée,. Ces dispositions n'ont toutefois jamais servi, tous les matchs s'étant terminés sur une différence de points,,,.

### Participation
| Édition                          | 1987 | 1991 | 1995 | 1999 | 2003 | 2007 | 2011 | 2015 | 2019 |
| -------------------------------- | ---- | ---- | ---- | ---- | ---- | ---- | ---- | ---- | ---- |
| Total                            | 16   | 31   | 43   | 65   | 81   | 86   | 81   | 87   | 88   |
| Phase finale                     | 16   | 16   | 16   | 20   | 20   | 20   | 20   | 20   | 20   |
| Qualifiés d'office               | 16*  | 8    | 9    | 4    | 8    | 8    | 12   | 12   | 12   |
| Via tournoi de qualification     | Non  | 8    | 7    | 16   | 12   | 12   | 8    | 8    | 8    |
| Bilan global                     | Non  | 16   | 17   | 19   | 22   | 23   | 24   | 25   | 25   |
| Note : * sur invitation de l'IRB |      |      |      |      |      |      |      |      |      |

Pour la première édition, en 1987, seize sélections nationales participent à la compétition. Elles représentent les sept des huit pays membres de l'IRB de l'époque, l'Afrique du Sud, membre depuis 1949, étant exclue de compétition en raison de l'apartheid. Celle-ci invite neuf nations supplémentaires pour compléter le plateau. Ce nombre est lié à l'insistance du président de la Fédération française de rugby, Albert Ferrasse, pour que les autres nations européennes, Italie, Roumanie et URSS, soient invitées.
Par la suite, le nombre de participants augmente rapidement pour atteindre le nombre de 88 pour l'édition 2019 de sorte qu'un système de phase qualificative par zone géographique se met en place dès 1991. Depuis 1999, un système de repêchage (barrages) est introduit lors de la phase qualificative qui oppose les premiers non qualifiés des différents continents ; le système revient à donner une seconde chance aux meilleurs non qualifiés, donc un nombre variable de places à chaque zone géographique en fonction de leur performance.
Durant les trois premières éditions, seize équipes participent à la phase finale du tournoi ; ce nombre passe à vingt à partir de 1999. Sont qualifiées d'office les huit équipes ayant atteint les quarts de finale lors de la compétition précédente, à l'exception de l'édition de 1995 qui accorde aussi ce droit à la nation hôte principal et celle de 1999 qui ne l'accorde qu'aux trois premiers de 1995 et à l'hôte. À compter de l'édition 2011, l'IRB étend la qualification d'office aux trois premiers de chacune des quatre poules de l'édition précédente, soit douze sélections. Ainsi le nombre de places offertes à la qualification a-t-il varié de huit et sept en 1991 et 1995, pour 31 et 43 sélections nationales candidates respectivement, à seize en 1999 pour 65 nations, puis à douze places en 2003 pour 81 sélections et en 2007 pour 86 équipes. Par la suite, ce processus sert à remplir huit places de qualifiés et concerne 81 sélections pour 2011, 87 pour 2015 et 88 pour 2019.

## Palmarès

### Par édition
Malgré une ouverture aux différents continents et aux nouveaux venus par qualification, le bilan fait apparaître que la compétition est jusqu'ici dominée par cinq nations, trois de l'hémisphère Sud et deux européennes : l'Australie, la Nouvelle-Zélande, l'Afrique du Sud pour le Sud ; l'Angleterre et la France pour l'Europe. Seules ces cinq sélections nationales sont parvenues à se hisser en finale.
| 1re | 1987 | Australie et Nouvelle-Zélande | Nouvelle-Zélande (1) | 29 − 9          | France           | Pays de Galles   | 22 − 21         | Australie        |
| 2e  | 1991 | Angleterre                    | Australie (1)        | 12 − 6          | Angleterre       | Nouvelle-Zélande | 13 − 6          | Écosse           |
| 3e  | 1995 | Afrique du Sud                | Afrique du Sud (1)   | 15 − 12 ap      | Nouvelle-Zélande | France           | 19 − 9          | Angleterre       |
| 4e  | 1999 | Pays de Galles                | Australie (2)        | 35 − 12         | France           | Afrique du Sud   | 22 − 18         | Nouvelle-Zélande |
| 5e  | 2003 | Australie                     | Angleterre           | 20 − 17 ap      | Australie        | Nouvelle-Zélande | 40 − 13         | France           |
| 6e  | 2007 | France                        | Afrique du Sud (2)   | 15 − 6          | Angleterre       | Argentine        | 34 − 10         | France           |
| 7e  | 2011 | Nouvelle-Zélande              | Nouvelle-Zélande (2) | 8 − 7           | France           | Australie        | 21 − 18         | Pays de Galles   |
| 8e  | 2015 | Angleterre                    | Nouvelle-Zélande (3) | 34 – 17         | Australie        | Afrique du Sud   | 24 – 13         | Argentine        |
| 9e  | 2019 | Japon                         | Afrique du Sud (3)   | 32 – 12         | Angleterre       | Nouvelle-Zélande | 40 − 17         | Pays de Galles   |
| 10e | 2023 | France                        | Afrique du Sud (4)   | 12 - 11         | Nouvelle-Zélande | Angleterre       | 26 − 23         | Argentine        |
| 11e | 2027 | Australie                     | Édition à venir      | Édition à venir | Édition à venir  | Édition à venir  | Édition à venir | Édition à venir  |
| 12e | 2031 | États-Unis                    | Édition à venir      | Édition à venir | Édition à venir  | Édition à venir  | Édition à venir | Édition à venir  |

Remarques :
- La Nouvelle-Zélande est l'équipe comptant le plus de demi-finales, neuf en dix éditions (elle a été éliminée en quarts de finale en 2007). L'Afrique du Sud, l'Angleterre, l'Australie et la France sont parvenues six fois en demi-finale.
- Trois autres nations ont atteint le stade des demi-finales : le pays de Galles en 1987, 2011 et 2019 ; l'Écosse en 1991 et l'Argentine en 2007, 2015 et 2023.
- Enfin cinq nations, soit treize au total, ont disputé un quart de finale : l'Irlande et les îles Fidji en 1987 ; les îles Samoa (dites occidentales à l'époque) et le Canada en 1991 et le Japon en 2019.
- L'Angleterre est la seule nation européenne et de l'hémisphère Nord à avoir remporté la compétition.
- L'Afrique du Sud est la seule nation qui n'a jamais perdu une finale.
- La France est la seule nation à avoir atteint la finale de la compétition (trois fois) sans jamais la remporter.
- L'Argentine a disputé le match d'ouverture de trois éditions successives de la compétition, de 1999 à 2007.

### Classement selon le tour atteint
Depuis les seize nations invitées au tournoi inaugural de 1987, dix autres sont parvenues à se qualifier pour le tournoi final. Les résultats de ces vingt-six sélections sont synthétisés ci-après. Le rang tient compte du niveau atteint dans la compétition et le classement est celui de World Rugby le 29 octobre 2023 à l'issue de l'édition de 2023. Enfin, le nombre de participations tient compte des qualifications déjà acquises pour l'édition 2023 :

| Rang | Nation           | Class. | Victoires                | 2es places         | 3es places         | 4es places   | Éliminations en quarts                           | Éliminations 1er tour / barrages (b)                          | Particip. |
| ---- | ---------------- | ------ | ------------------------ | ------------------ | ------------------ | ------------ | ------------------------------------------------ | ------------------------------------------------------------- | --------- |
| 1    | Afrique du Sud   | 1re    | · 1995, 2007, 2019, 2023 | —                  | · 1999, 2015       | —            | 2 2003, 2011                                     | —                                                             | 8         |
| 2    | Nouvelle-Zélande | 2e     | · 1987, 2011, 2015       | · 1995, 2023       | · 1991, 2003, 2019 | 1 1999       | 1 2007                                           | —                                                             | 10        |
| 3    | Australie        | 9e     | · 1991, 1999             | · 2003, 2015       | · 2011             | 1 1987       | 3 1995, 2007, 2019                               | 1 2023                                                        | 10        |
| 4    | Angleterre       | 5e     | · 2003                   | · 1991, 2007, 2019 | · 2023             | 1 1995       | 3 1987, 1999, 2011                               | 1 2015                                                        | 10        |
| 5    | France           | 4e     | —                        | · 1987, 1999, 2011 | · 1995             | 2 2003, 2007 | 4 1991, 2015, 2019, 2023                         | —                                                             | 10        |
| 6    | Pays de Galles   | 8e     | —                        | —                  | · 1987             | 2 2011, 2019 | 4 1999, 2003, 2015, 2023                         | 3 1991, 1995, 2007                                            | 10        |
| 7    | Argentine        | 7e     | —                        | —                  | · 2007             | 2 2015, 2023 | 2 1999, 2011                                     | 5 1987, 1991, 1995, 2003, 2019                                | 10        |
| 8    | Écosse           | 6e     | —                        | —                  | —                  | 1 1991       | 6 1987, 1995, 1999, 2003, 2007, 2015             | 3 2011, 2019, 2023                                            | 10        |
| 9    | Irlande          | 3e     | —                        | —                  | —                  | —            | 8 1987, 1991, 1995, 2003, 2011, 2015, 2019, 2023 | 2 1999 (b), 2007                                              | 10        |
| 10   | Fidji            | 10es   | —                        | —                  | —                  | —            | 3 1987, 2007, 2023                               | 6 1991, 1999 (b), 2003, 2011, 2015, 2019                      | 9         |
| 11   | Samoa            | 15es   | —                        | —                  | —                  | —            | 2 1991, 1995                                     | 7 1999 (b), 2003, 2007, 2011, 2015, 2019, 2023                | 9         |
| 12   | Japon            | 12e    | —                        | —                  | —                  | —            | 1 2019                                           | 9 1987, 1991, 1995, 1999, 2003, 2007, 2011, 2015, 2023        | 10        |
| 13   | Canada           | 23e    | —                        | —                  | —                  | —            | 1 1991                                           | 8 1987, 1995, 1999, 2003, 2007, 2011, 2015, 2019              | 9         |
| 14   | Italie           | 11e    | —                        | —                  | —                  | —            | —                                                | 10 1987, 1991, 1995, 1999, 2003, 2007, 2011, 2015, 2019, 2023 | 10        |
| 15   | Tonga            | 16es   | —                        | —                  | —                  | —            | —                                                | 9 1987, 1995, 1999, 2003, 2007, 2011, 2015, 2019, 2023        | 9         |
| 15   | Roumanie         | 20e    | —                        | —                  | —                  | —            | —                                                | 9 1987, 1991, 1995, 1999, 2003, 2007, 2011, 2015, 2023        | 9         |
| 17   | États-Unis       | 18es   | —                        | —                  | —                  | —            | —                                                | 8 1987, 1991, 1999, 2003, 2007, 2011, 2015, 2019              | 8         |
| 18   | Namibie          | 21e    | —                        | —                  | —                  | —            | —                                                | 7 1999, 2003, 2007, 2011, 2015, 2019, 2023                    | 7         |
| 19   | Géorgie          | 14e    | —                        | —                  | —                  | —            | —                                                | 6 2003, 2007, 2011, 2015, 2019, 2023                          | 6         |
| 20   | Uruguay          | 17e    | —                        | —                  | —                  | —            | —                                                | 5 1999, 2003, 2015, 2019, 2023                                | 5         |
| 21   | Zimbabwe         | 31e    | —                        | —                  | —                  | —            | —                                                | 2 1987, 1991                                                  | 2         |
| 21   | Russie           | 25e    | —                        | —                  | —                  | —            | —                                                | 2 2011, 2019                                                  | 2         |
| 21   | Portugal         | 13e    | —                        | —                  | —                  | —            | —                                                | 2 2007, 2023                                                  | 2         |
| 24   | Côte d'Ivoire    | 48e    | —                        | —                  | —                  | —            | —                                                | 1 1995                                                        | 1         |
| 24   | Espagne          | 19e    | —                        | —                  | —                  | —            | —                                                | 1 1999                                                        | 1         |
| 24   | Chili            | 22e    | —                        | —                  | —                  | —            | —                                                | 1 2023                                                        | 1         |
| Rang | Nation           | Class. | Victoires                | 2es places         | 3es places         | 4es places   | Éliminations en quarts                           | Éliminations 1er tour / barrages (b)                          | Particip. |

### Par nation
| Année | RSA | NZL | AUS | ENG | FRA | WAL | ARG | SCO | IRE | FIJ | SAM | JPN | CAN | ITA | ROU | TGA | USA | NAM | GEO | URU | POR | ZIM | RUS | ESP | CIV | CHL | HKG | Année |
| 1987  | –   | 1re | 4e  | Q   | 2e  | 3e  | é   | Q   | Q   | Q   | –   | é   | é   | é   | é   | é   | é   | –   | –   | –   | –   | é   | –   | –   | –   | –   | –   | 1987  |
| 1991  | –   | 3e  | 1re | 2e  | Q   | é   | é   | 4e  | Q   | é   | Q   | é   | Q   | é   | é   | –   | é   | –   | –   | –   | –   | é   | –   | –   | –   | –   | –   | 1991  |
| 1995  | 1re | 2e  | Q   | 4e  | 3e  | é   | é   | Q   | Q   | –   | Q   | é   | é   | é   | é   | é   | –   | –   | –   | –   | –   | –   | –   | –   | é   | –   | –   | 1995  |
| 1999  | 3e  | 4e  | 1re | Qb  | 2e  | Q   | Qb  | Qb  | b   | b   | b   | é   | é   | é   | é   | é   | é   | é   | –   | é   | –   | –   | –   | é   | –   | –   | –   | 1999  |
| 2003  | Q   | 3e  | 2e  | 1re | 4e  | Q   | é   | Q   | Q   | é   | é   | é   | é   | é   | é   | é   | é   | é   | é   | é   | –   | –   | –   | –   | –   | –   | –   | 2003  |
| 2007  | 1re | Q   | Q   | 2e  | 4e  | é   | 3e  | Q   | é   | Q   | é   | é   | é   | é   | é   | é   | é   | é   | é   | –   | é   | –   | –   | –   | –   | –   | –   | 2007  |
| 2011  | Q   | 1re | 3e  | Q   | 2e  | 4e  | Q   | é   | Q   | é   | é   | é   | é   | é   | é   | é   | é   | é   | é   | –   | –   | –   | é   | –   | –   | –   | –   | 2011  |
| 2015  | 3e  | 1re | 2e  | é   | Q   | Q   | 4e  | Q   | Q   | é   | é   | é   | é   | é   | é   | é   | é   | é   | é   | é   | –   | –   | –   | –   | –   | –   | –   | 2015  |
| 2019  | 1re | 3e  | Q   | 2e  | Q   | 4e  | é   | é   | Q   | é   | é   | Q   | é   | é   | –   | é   | é   | é   | é   | é   | –   | –   | é   | –   | –   | –   | –   | 2019  |
| 2023  | 1re | 2e  | é   | 3e  | Q   | Q   | 4e  | é   | Q   | Q   | é   | é   | –   | é   | é   | é   | –   | é   | é   | é   | é   | –   | –   | –   | –   | é   | –   | 2023  |
| 2027  | q   | q   | q   | q   | q   | q   | q   | q   | q   | q   |     | q   |     | q   | q   |     |     |     | q   |     | q   | q   | –   | q   | –   |     | q   | 2027  |

Légende
- Classement de gauche à droite par ordre décroissant de performance
- Les équipes sont comparées sur leur meilleure performance toutes éditions confondues
- En cas d'égalité, selon leur seconde meilleure, etc.
- 1re, 2e, 3e, 4e : classement des demi-finalistes
- Q : quart de finaliste
- Qb : barragiste (1999)
- b : barragiste éliminé (1999)
- é : éliminé en phase de poules.

Qualification pour l'édition 2027
- q : qualifié.

### Répartition par continent dans le tournoi final
| Continent         | 1987 | 1991 | 1995 | 1999 | 2003 | 2007 | 2011 | 2015 | 2019 | 2023 |
| ----------------- | ---- | ---- | ---- | ---- | ---- | ---- | ---- | ---- | ---- | ---- |
| Afrique           | 1    | 1    | 2    | 2    | 2    | 2    | 2    | 2    | 2    | 2    |
| Amériques         | 3    | 3    | 2    | 4    | 4    | 3    | 3    | 4    | 4    | 3    |
| Asie              | 1    | 1    | 1    | 1    | 1    | 1    | 1    | 1    | 1    | 1    |
| Europe            | 7    | 7    | 7    | 8    | 8    | 9    | 9    | 8    | 8    | 9    |
| Océanie           | 4    | 4    | 4    | 5    | 5    | 5    | 5    | 5    | 5    | 5    |
| Total par édition | 16   | 16   | 16   | 20   | 20   | 20   | 20   | 20   | 20   | 20   |
| Bilan global      | 16   | 17   | 19   | 22   | 23   | 24   | 25   | 25   | 25   | 26   |

Meilleur résultat par pays en Coupe du monde de rugby à XV.

Le règlement de qualification de la Coupe du monde assure que tous les continents sont représentés dans le tournoi final en raison de la phase de qualification par zone géographique.
Après une première édition 1987 où les seize participants sont les sept équipes alors membres de l'IRB, l'Afrique du Sud, également membre ne pouvant pas être présente en raison de l'apartheid, et neuf équipes invitées, quinze de ces équipes sont présentes à l'édition 1991, les Samoa prenant la place des Tonga. Pour l'édition 1995, deux nouvelles équipes sont présentes : celle du pays organisateur, l'Afrique du Sud, qui a renoué avec le rugby international en 1992, et celle de Côte d'Ivoire. Ces deux équipes et celles des Tonga remplacent celles des Fidji, des États-Unis et du Zimbabwe.
Le passage à vingt équipes pour l'édition 1999 permet à trois nations de participer pour la première fois à la Coupe du monde, la Namibie, l'Espagne et l'Uruguay. Les États-Unis et les Fidji retrouvent la phase finale, la Côte d'Ivoire étant la seule équipe de 1995 à ne pas figurer dans cette édition. À l'édition 2003, 19 équipes sont de nouveau présentes, seule l'Espagne est absente au profit de la Géorgie. Pour l'édition 2007, c'est le Portugal qui participe pour la première fois à une édition, à la place de l'Uruguay. Lors de l'édition de 2011, le Portugal laisse sa place à la Russie, vingt-cinquième nation à disputer au moins une Coupe du monde. Aucune nouvelle nation n'est présente à l'édition 2015, l'Uruguay prenant toutefois la place de la Russie. Cette dernière retrouve une place pour l'édition 2019 d'où la Roumanie est absente d'une phase finale pour la première fois.
En revanche, l'édition 2023 se distingue des deux tournois précédents, en accueillant pour la première fois depuis 2011, une nouvelle équipe, celle du Chili qui se qualifie aux dépens de celle des États-Unis.
Au total, vingt-six équipes sont parvenues au moins une fois dans le tournoi final d'une des dix éditions.

### Records et statistiques

#### Distinctions individuelles
Les statistiques personnelles données par le site officiel concernent principalement le nombre de points inscrits et la manière de les marquer (essais, transformations, drops et pénalités). Elles reflètent à la fois le talent individuel d'un certain type de joueurs (par exemple les buteurs) et le travail collectif conduisant aux occasions de marquer.
Le Néo-Zélandais Jonah Lomu et le Sud-africain Bryan Habana sont les meilleurs marqueurs d'essais de la Coupe du monde avec quinze réalisations chacun. Le premier est également l'un des meilleurs joueurs des éditions 1995 et 1999. Malgré ces excellentes performances, il n'est pas champion du monde. Bryan Habana rejoint Jonah Lomu au palmarès lors de l'édition 2015. Jonah Lomu, détient par ailleurs le record d'essai sur une édition, avec huit essais réussis en 1999, avant d'être rejoint en 2007 par Habana, puis en 2015 par Julian Savea. Parmi les sept meilleurs marqueurs d'essais au cours d'une édition (avec sept ou huit essais inscrits), on distingue cinq Néo-Zélandais,.
A contrario, le classement individuel en termes de points marqués au cours d'une édition montre un panel plus ouvert avec six nationalités différentes (Nouvelle-Zélande, Angleterre, France, Écosse, Argentine, Australie), avec des joueurs aux profils similaires : des buteurs dont cinq des sept jouant au poste de demi d'ouverture. Jonny Wilkinson est le joueur ayant marqué le plus de points en Coupe du monde avec 277 points inscrits lors de quatre Coupes (1999, 2003, 2007 et 2011) devant Gavin Hastings, 227 points et Michael Lynagh, 195 points.
| Essais | Joueur        | Équipe           | Année |     | Points            | Joueur           | Équipe | Année |
| ------ | ------------- | ---------------- | ----- | --- | ----------------- | ---------------- | ------ | ----- |
| 8      | Jonah Lomu    | Nouvelle-Zélande | 1999  | 126 | Grant Fox         | Nouvelle-Zélande | 1987   |       |
| 8      | Bryan Habana  | Afrique du Sud   | 2007  | 113 | Jonny Wilkinson   | Angleterre       | 2003   |       |
| 8      | Julian Savea  | Nouvelle-Zélande | 2015  | 112 | Thierry Lacroix   | France           | 1995   |       |
| 8      | Will Jordan   | Nouvelle-Zélande | 2023  | 105 | Percy Montgomery  | Afrique du Sud   | 2007   |       |
| 7      | Marc Ellis    | Nouvelle-Zélande | 1995  | 104 | Gavin Hastings    | Écosse           | 1995   |       |
| 7      | Jonah Lomu    | Nouvelle-Zélande | 1995  | 103 | Frédéric Michalak | France           | 2003   |       |
| 7      | Doug Howlett  | Nouvelle-Zélande | 2003  | 102 | Gonzalo Quesada   | Argentine        | 1999   |       |
| 7      | Mils Muliaina | Nouvelle-Zélande | 2003  | 101 | Matt Burke        | Australie        | 1999   |       |
| 7      | Drew Mitchell | Australie        | 2007  | 100 | Elton Flatley     | Australie        | 2003   |       |
| 7      | Josh Adams    | Pays de Galles   | 2019  |     |                   |                  |        |       |

Les statistiques individuelles suivantes sont ramenées au nombre d'essais ou de points par match pour compenser le nombre de rencontres disputées, qui varie de trois à sept, en fonction du format de l'édition et du niveau de la compétition atteint. On remarque que, si le classement est modifié, ce sont les mêmes joueurs qui apparaissent parmi les cinq premiers.
| Essais | Joueur       | Équipe           | Année |      | Points          | Joueur           | Équipe | Année |
| ------ | ------------ | ---------------- | ----- | ---- | --------------- | ---------------- | ------ | ----- |
| 1,4    | Jonah Lomu   | Nouvelle-Zélande | 1995  | 26,0 | Gavin Hastings  | Écosse           | 1995   |       |
| 1,3    | Jonah Lomu   | Nouvelle-Zélande | 1999  | 21,0 | Grant Fox       | Nouvelle-Zélande | 1987   |       |
| 1,3    | Julian Savea | Nouvelle-Zélande | 2015  | 20,4 | Gonzalo Quesada | Argentine        | 1999   |       |
| 1,2    | Marc Ellis   | Nouvelle-Zélande | 1999  | 18,8 | Jonny Wilkinson | Angleterre       | 2003   |       |
| 1,1    | Bryan Habana | Afrique du Sud   | 2007  | 18,7 | Thierry Lacroix | France           | 1995   |       |

#### Statistiques collectives
La performance d'une équipe est indiquée par le nombre de points marqués (ainsi que la méthode) comme indiqué par le site officiel, la différence entre points marqués en encaissés et le nombre de matchs remportés. Ces statistiques se concentrent sur le résultat et non sur ses causes, multiples (touches, mêlées, passes, récupérations de balle, jeu au pied).
En termes de points ou d'essais marqués au cours d'une édition, les Néo-Zélandais dominent le haut du classement, avec trois des cinq premières places. Figurent aussi dans les cinq premiers deux autres vainqueurs de la Coupe, l'Angleterre et l'Australie. (La comparaison dans le haut du classement fait intervenir des équipes ayant joué un nombre voisin de matchs — six ou sept selon les éditions —, car elles sont parvenues en finale ou en petite finale.)
| Nombre d'essais | Équipe           | Année | Nombre de points | Équipe           | Année |
| --------------- | ---------------- | ----- | ---------------- | ---------------- | ----- |
| 52              | Nouvelle-Zélande | 2003  | 361              | Nouvelle-Zélande | 2003  |
| 48              | Nouvelle-Zélande | 2007  | 345              | Australie        | 2003  |
| 43              | Nouvelle-Zélande | 1987  | 327              | Nouvelle-Zélande | 1987  |
| 43              | Australie        | 2003  | 327              | Angleterre       | 2003  |
| 41              | Nouvelle-Zélande | 1995  | 327              | Nouvelle-Zélande | 2007  |

#### Plus grand nombre de spectateurs
| N° | Affluence | Lieu                         | Date              | Match            | Match       | Match            | Match              |
| -- | --------- | ---------------------------- | ----------------- | ---------------- | ----------- | ---------------- | ------------------ |
| 1  | 89 267    | Stade de Wembley, Londres    | 27 septembre 2015 | Irlande          | 44-10       | Roumanie         | poule D            |
| 2  | 89 019    | Stade de Wembley, Londres    | 20 septembre 2015 | Nouvelle-Zélande | 26-16       | Argentine        | poule C            |
| 3  | 82 957    | Telstra Stadium, Sydney      | 22 novembre 2003  | Australie        | 17-20 a. p. | Angleterre       | finale             |
| 4  | 82 444    | Telstra Stadium, Sydney      | 15 novembre 2003  | Nouvelle-Zélande | 10-22       | Australie        | demi-finale        |
| 5  | 82 346    | Telstra Stadium, Sydney      | 16 novembre 2003  | France           | 7-24        | Angleterre       | demi-finale        |
| 6  | 81 350    | Telstra Stadium, Sydney      | 10 octobre 2003   | Australie        | 24-8        | Argentine        | poule A, ouverture |
| 7  | 81 129    | Stade de Twickenham, Londres | 26 septembre 2015 | Angleterre       | 25-28       | Pays de Galles   | poule A            |
| 8  | 81 010    | Stade de Twickenham, Londres | 3 octobre 2015    | Angleterre       | 13-33       | Australie        | poule A            |
| 9  | 80 863    | Stade de Twickenham, Londres | 10 octobre 2015   | Australie        | 15-6        | Pays de Galles   | poule A            |
| 10 | 80 430    | Stade de France, Saint-Denis | 20 octobre 2007   | Angleterre       | 6-15        | Afrique du Sud   | finale             |
| 11 | 80 283    | Stade de France, Saint-Denis | 13 octobre 2007   | Angleterre       | 14-9        | France           | demi-finale        |
| 12 | 80 267    | Stade de France, Saint-Denis | 21 septembre 2007 | France           | 25-3        | Irlande          | poule D            |
| 13 | 80 125    | Stade de Twickenham, Londres | 31 octobre 2015   | Australie        | 17-34       | Nouvelle-Zélande | finale             |
| 14 | 80 112    | Telstra Stadium, Sydney      | 2 novembre 2003   | Nouvelle-Zélande | 53-37       | Pays de Galles   | poule D            |
| 15 | 80 090    | Stade de Twickenham, Londres | 24 octobre 2015   | Nouvelle-Zélande | 20-18       | Afrique du Sud   | demi-finale        |
| 16 | 80 065    | Stade de France, Saint-Denis | 28 octobre 2023   | Nouvelle-Zélande | 11-12       | Afrique du Sud   | finale             |
| 17 | 80 025    | Stade de Twickenham, Londres | 25 octobre 2015   | Argentine        | 15-29       | Australie        | demi-finale        |
| 18 | 80 015    | Stade de Twickenham, Londres | 18 septembre 2015 | Angleterre       | 35-11       | Fidji            | poule A, ouverture |
| 19 | 79 572    | Stade de Twickenham, Londres | 10 octobre 2015   | Afrique du Sud   | 23-19       | Pays de Galles   | quart de finale    |
| 20 | 79 312    | Stade de France, Saint-Denis | 7 septembre 2007  | France           | 12-17       | Argentine        | poule D, ouverture |

#### Différents records
L'équipe de Nouvelle-Zélande domine un grand nombre de statistiques de l'histoire de la coupe du monde. En plus de ses trois titres, tout comme l'Afrique du Sud, elle est la nation qui compte le plus grand nombre de victoires, 47, devant l'Australie, 42, la France, 36, l'Angleterre, 34 et l'Afrique du Sud, 33. Elle a également le plus grand pourcentage de victoires : 88 %, contre 83 % pour l'Afrique du Sud, 81 % pour l'Australie et 70 % pour l'Angleterre. Avec 2 459 points, la Nouvelle-Zélande est en tête de la statistique des points marqués, devant les 1 781 de l'Australie, les 1 566 de la France, les 1 498 de l'Angleterre, 1 435 de l'Afrique du Sud, l'Écosse et le pays de Galles, avec respectivement 1 261 et 1 185 points, seules équipes à dépasser les 1 000 unités. La France, la Nouvelle-Zélande et l'Australie sont les trois équipes totalisant le plus grand nombre de rencontres disputées avec 55, contre 51 pour l'Australie et 51 pour l'Angleterre.
Bien qu'elle possède le record du nombre de points marqués lors d'une rencontre, avec 145 points contre le Japon lors de l'édition de 1995, c'est l'Australie qui détient le plus grand écart, réalisé avec un score de 142 à 0 contre la Namibie. Elle possède le plus grand nombre d'essais marqués, 332, de transformations, 244, la France occupant la tête pour les pénalités réussies avec 140 et l'Angleterre pour les drops, 21.
Pour les performances individuelles, l'Anglais Jason Leonard et le Néo-Zélandais Richie McCaw sont les deux joueurs disputant le plus de rencontres avec 22, le Sud-Africain Schalk Burger, l'Australien George Gregan et le Néo-Zélandais Keven Mealamu comptant 20 matchs. Richie McCaw, avec 20 victoires, devance son compatriote Mealamu qui avec 19 victoires pour une défaite est le joueur avec le plus grand pourcentage.
L'Italien Mauro Bergamasco et le joueur de l'équipe des îles Samoa Brian Lima sont les seuls joueurs à participer à cinq éditions. Le plus jeune joueur de l'histoire est le Géorgien Vasil Lobzhanidze avec 18 ans et 340 jours et le plus vieux le joueur de l'Uruguay Diego Ormaechea, 40 ans et 26 jours.
Vingt-et-un joueurs sont doubles champions du monde : quatorze Néo-Zélandais, Richie McCaw, Keven Mealamu, Tony Woodcock, Daniel Carter, Ma'a Nonu, Conrad Smith, Kieran Read, Owen Franks, Sam Whitelock, Jerome Kaino, Ben Franks, Victor Vito, Sonny Bill Williams et Colin Slade, tous lors des éditions 2011 et 2015, cinq Australiens, Phil Kearns, Tim Horan, Jason Little, Dan Crowley et John Eales en 1991 et 1999 et deux Sud-Africains, Os du Randt en 1995 et 2007 et François Steyn en 2007 et 2019.

## Couverture par les médias et spectateurs
Selon un rapport établi par le cabinet d'audit financier EY, la Coupe du monde 2015 est le troisième événement sportif en termes de spectateurs pour un sport - Jeux olympiques non compris car regroupant plusieurs sports - après les éditions 2014 et 2010 de la Coupe du monde de football.
| Édition | Télévision | Stades |
| ------- | ---------- | ------ |
| 1987    | 230        | 0,6    |
| 1991    | 1 400      | 1,0    |
| 1995    | 2 300      | 1,1    |
| 1999    | 3 100      | 1,7    |
| 2003    | 3 400      | 1,8    |
| 2007    | 4 200      | 2,2    |
| 2011    | 3 900      | 1,5    |
| 2015    | NC         | 2,5    |
| 2019    |            |        |
| 2023    |            |        |
| 2027    |            |        |

### Couverture télévisuelle
Selon un rapport de EY, la première édition, en 1987 de la Coupe du monde de rugby à XV est vue par 200 millions de téléspectateurs, dans dix-sept pays.
La finale de l'édition 2003 est retransmise dans 205 pays. Le nombre cumulé de téléspectateurs progresse d'une édition à l'autre, avec une très forte croissance sur les quatre premières éditions de 200 millions en 1987 à 2,67 milliards en 1995. Le rythme de croissance diminue jusqu'à l'édition 2003 qui attire 3,4 milliards de téléspectateurs.
L'audience de la Coupe du monde de rugby depuis 1995 est certes très élevée mais reste un ordre de grandeur inférieure à celle des Jeux olympiques d'été de 2000 avec 30 milliards de téléspectateurs cumulés et de la Coupe du monde de football de 2002 avec 28,8 milliards.
Lors de l'édition 2011, l'audience globale est de 3,9 milliards de téléspectateurs. En Nouvelle-Zélande, la finale de cette édition est suivie par 98 % de la population. Le nombre d'heures vues est en progression de 60 % par rapport à l'édition précédente. Cette même finale, malgré une diffusion matinale en Europe, attire une moyenne de 13,4 millions de téléspectateurs, avec un pic de 18 millions en fin de rencontre, pour une part d'audience de 82,3 %. C'est la meilleure audience en France pour cette année.
La Coupe du monde 2015 organisée par l'Angleterre bat tous les records d'audience en télévision. Ainsi l'audience en direct est de 479 millions de téléspectateurs, en progression de 48 %, et l'audience globale atteint le milliard de téléspectateurs en tenant compte des vues des meilleurs moments, des replay et des extraits. Ainsi, les matchs de cette Coupe du monde sont les programmes les plus regardés de l'année au Royaume-Uni et en France. En Asie, l'audience en direct augmente de 221 % avec notamment 59 millions de téléspectateurs en plus au Japon, chiffre qui bénéficie de la victoire historique de l'équipe du Japon face aux Springboks.

### Présence dans les stades
| Édition | Spectateurs | Nombre de matchs | Moyenne | Capacité totale | Taux de remplissage |
| ------- | ----------- | ---------------- | ------- | --------------- | ------------------- |
| 1987    | 604 500     | 32               | 18 890  | 1 006 350       | 60 %                |
| 1991    | 1 007 760   | 32               | 31 492  | 1 212 800       | 79 %                |
| 1995    | 1 100 000   | 32               | 34 375  | 1 423 850       | 77 %                |
| 1999    | 1 750 000   | 41               | 42 683  | 2 104 500       | 83 %                |
| 2003    | 1 837 547   | 48               | 38 282  | 2 208 529       | 83 %                |
| 2007    | 2 263 223   | 48               | 47 150  | 2 470 660       | 92 %                |
| 2011    | 1 480 000   | 48               | 30 833  | 1 732 000       | 85 %                |
| 2015    | 2 477 805   | 48               | 51 621  | 2 600 741       | 95 %                |
| 2019    | NC          | 48               | NC      | NC              | NC                  |
| 2023    | NC          | 48               | NC      | NC              | NC                  |

Après une première édition qui cumule 604 500 spectateurs pour les 32 matchs, la moyenne de spectateurs par rencontre est en augmentation jusqu'en 2003, où elle est inférieure aux chiffres de l'édition précédente avec toutefois un taux de remplissage identique. L'édition 2007 disputée en France établit avec 92 % un record de ce taux avec une moyenne de 47 150 personnes par match.
Lors de l'édition 2011, le total de 1 480 000 spectateurs, dépasse les prévisions qui tablaient sur 1,3 à 1,4 million, tandis que les recettes atteignent les 268 millions de dollars néo-zélandais de revenus sur la vente de billets
L'édition 2015 établit un nouveau record de spectateurs avec 2 477 805 spectateurs et un taux de remplissage supérieur au précédent record établi en 2007.
Le nombre record de spectateurs pour une finale de Coupe du monde de rugby est obtenu en 2003. Disputée au Telstra Stadium de Sydney, la rencontre opposant l'Australie et l'Angleterre attire 82 957 spectateurs.

### Visiteurs étrangers
Une étude faite à la demande du gouvernement australien montre que la Coupe du monde de rugby 2003 a attiré 65 000 visiteurs en Australie, contre 110 000 pour les Jeux olympiques d'été de 2000, disputés à Sydney.
L'édition 2011 voit 133 000 visiteurs se déplacer en Nouvelle-Zélande.
Le bilan de la Coupe du monde 2015 montre que la compétition a attiré 406 000 visiteurs étrangers, venant de 151 nations.

### Aspect économique
| Édition | Budget (M£) | Bénéfice (M£) |
| ------- | ----------- | ------------- |
| 1987    | 3,3         | 1,0           |
| 1991    | 23,6        | 4,1           |
| 1995    | 30,3        | 17,6          |
| 1999    | 70,0        | 47,3          |
| 2003    | 81,8        | 64,3          |
| 2007    | NC          | 122           |
| 2011    | NC          | 92            |
| 2015    | NC          | 150           |
| 2019    | NC          | NC            |
| 2023    |             |               |
| 2027    |             |               |

Le tableau ci-contre montre que le budget et les profits générés par la Coupe du monde de rugby ont augmenté à chaque édition. Les montants sont indiqués en livres sterling ; en 2003, le budget commercial de 81,8 millions de livres correspond à environ 118 millions d'euros.
L'édition de 1999 est surtout marquée par la construction du Millennium Stadium de Cardiff d'une capacité de 74 500 places et d'un coût de 126 millions de livres (environ 190 millions d'euros). Le financement étant fourni par des prêts, des investisseurs privés, des fonds publics (46 millions de livres) et la prévente de billets d'entrée. La construction du stade a généré 1 200 emplois pendant deux ans et le fonctionnement du complexe sportif a créé 1 600 emplois permanents dans la région.
La popularité de la Coupe du monde ayant sans cesse augmenté depuis sa création, son influence sur l'économie du pays organisateur est davantage marquée lors de la dernière édition disputée en Australie en 2003 : elle rapporte 97,4 millions d'euros à l'IRB : les droits de diffusion télévisée 56,5 et ceux de marketing 40,9. La fédération australienne enregistre un bénéfice net de l'ordre de 22 millions d'euros. Les organisateurs ont en fait réalisé un bénéfice de 150 millions de dollars australiens. Selon une étude du gouvernement australien, le tournoi a généré pour 494 millions de dollars australiens de ventes en Australie pour une valeur ajoutée de 251 millions, et a créé 4 476 emplois à temps plein partiel.
Le budget des futures éditions mise sur une popularité croissante. Pour la Coupe du monde 2007, la Fédération Française de Rugby (FFR) prévoit une vente de 2,5 millions de billets qui devraient rapporter environ 180 millions d'euros, soit 70 millions d'euros de droits pour la Rugby World Cup Ltd. et 5,5 millions de bénéfice à la FFR, la Rugby World Cup Ltd. recueillant en sus les droits de diffusion télévisée et de marketing,,. Le gouvernement néo-zélandais prévoit que l'organisation de l'édition 2011 devrait générer pour 408 millions de dollars néo-zélandais (environ 200 millions d'euros) à l'économie et 90 millions de taxes (environ 45 millions d'euros),.

### Aspect politique
La Coupe du monde de rugby a aussi une influence dans des domaines extra sportifs, par exemple dans les domaines sociologique et politique. L'édition de 1995 est la première grande manifestation sportive internationale organisée par l'Afrique du Sud dans la période post-apartheid. Elle s'est déroulée un an après les premières élections multiraciales au suffrage universel organisées dans ce pays et un an après l'élection de Nelson Mandela comme Président. Il est reconnu que l'organisation réussie de la Coupe du monde en Afrique du Sud a contribué au processus de réconciliation qui a débuté dans ce pays en 1995, année de la mise en place de la Commission de vérité et de réconciliation,. En Afrique du Sud, le rugby à XV était traditionnellement le sport par excellence des blancs. Depuis la Coupe du monde 1995, il est davantage pratiqué par la population noire.

### Retombées dans le monde du rugby
L'organisation de la Coupe du monde a permis de populariser davantage le rugby à XV dans le monde et a eu des retombées économiques positives pour les organisateurs et les fédérations concernées. Elle a permis d'accroître les confrontations entre les meilleures équipes des hémisphères Nord et Sud : dans les vingt saisons précédant la première édition, l'Australie et la Nouvelle-Zélande totalisent 44 matchs contre l'Angleterre ou la France ; dans les vingt suivantes, ce total se monte à 75,. Le tournoi a aussi donné l'occasion aux équipes moins renommées de rencontrer des équipes plus fortes dans le cadre de rencontres de Coupe du monde ou lors de matchs de préparation : par exemple, de 1967 à 1986, l'Italie rencontre quatre fois l'Angleterre, la France, la Nouvelle-Zélande ou l'Australie Ce nombre passe à 37 de 1987 à 2006 ; pour l'Argentine le nombre de parties disputées contre ces équipes croît de 20 à 51. Cela a ainsi contribué à hausser le niveau des équipes plus faibles.
S'agissant des infrastructures, l'organisation de la Coupe du monde de rugby donne l'occasion à un pays de créer de nouveaux stades et d'améliorer les stades existants. À titre d'exemple, le Millennium Stadium de Cardiff est créé à l'occasion de la Coupe du monde 1999 et, avec sa capacité de 74 500 places, il devint alors le plus grand stade du Royaume-Uni.

## Identité

### Trophée

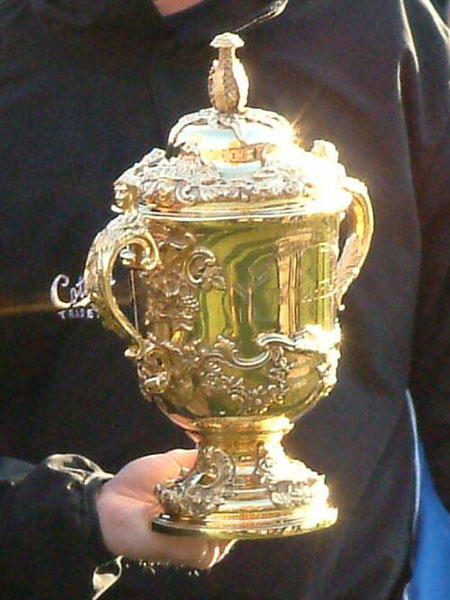
Coupe
Webb Ellis.

Le trophée mesure 38 centimètres de hauteur. Il est en argent, plaqué d'or, et doté de deux poignées. Sur l'une d'elles se trouve la tête d'un satyre, sur l'autre la tête d'une nymphe. Enfin sur l'avant de la coupe sont gravés les mots International Rugby Board suivi de The Webb Ellis Cup.
La coupe a été faite sur la base d'un modèle de 1906 de Carrington & Co of London, version victorienne d'une coupe créée à l'origine par Paul de Lamerie en 1740. La copie a été réalisée par l'atelier londonien Garrard en 1906, connu pour avoir produit la coupe de l'America au XIXe siècle. Elle a été choisie peu avant la première édition en 1987 dans la collection de cet atelier par l'avant anglais John Kendall-Carpenter et le secrétaire de l'IRB, Bob Weighill, chargé de l'organisation de la Coupe du monde.
La coupe est surnommée Bill depuis 1991. Elle n'est pas définitivement acquise : un pays ne la conserve que durant les quatre années de son titre de champion. Il a été suggéré qu'un triple vainqueur puisse garder le trophée, mais cette idée n'a jamais été officiellement discutée.

### Identité visuelle et dénomination
World Rugby annonce le 21 août 2019 la parité dans l'appellation des Coupes du monde masculine et féminine ; les deux compétitions sont alors désignées en tant que Coupe du monde de rugby, sans évoquer la catégorie dans leur intitulé.
La compétition adopte une nouvelle identité visuelle générique après la Coupe du monde 2023, déclinée pour la première fois en vue de la Coupe du monde 2025 fondée sur la forme ovale d'un ballon de rugby. Par ailleurs, le visuel par édition souligne désormais la catégorie de genre, autant pour la compétition masculine que féminine.

Évolution du logo
Logo générique instauré après la Coupe du monde 2015.
Logo générique instauré après la Coupe du monde 2023.

### Le sifflet du match inaugural
Le même sifflet et la même pièce pour le toss sont utilisés par l'arbitre du premier match de chaque édition de la Coupe du monde. Ce sifflet a une longue histoire puisqu'il fut utilisé pour le premier test match entre la Nouvelle-Zélande et l'Angleterre en 1905 ainsi que pour la finale de la compétition de rugby lors des Jeux olympiques d'été de 1924 (le dernier match de rugby à XV organisé aux Jeux olympiques). Ces objets sont exposés au musée du Rugby de Palmerston North en Nouvelle-Zélande et sont sortis du musée à chaque Coupe du monde.